# Disneyland Resort Line
Disneyland Resort Line (chiń. 迪士尼綫) – zelektryfikowana linia systemu Mass Transit Railway w Hongkongu. Linia łączy Hong Kong Disneyland Resort z resztą miasta. Jest to najkrótsza linia MTR o długości 3,5 km i posiadająca tylko dwa przystanki – Sunny Bay i Disneyland Resort. Linia została zaprojektowana i zbudowana specjalnie, aby obsługiwać pobliski park rozrywki. Linia została otwarta 1 sierpnia 2005 roku, tuż przed otarciem Hong Kong Disneyland Resort.
Linia zaczyna się na stacji Sunny Bay, która jest także stacją przesiadkową dla Tung Chung Line. Po podróży trwającej 3,5 min pociąg kończy swój bieg na stacji Disneyland Resort. Stacja Sunny Bay została zaprojektowana w bardzo futurystycznym stylu, zaś Disneyland Resort w stylu wiktoriańskim.
Pociągi kursujące na tej linii zostały specjalnie zaprojektowane na jej potrzeby. W pociągach znajdują się statuy z brązu najbardziej znanych postaci Disneya, na przykład Myszki Miki czy Kaczora Donalda. Okna w pociągach nie mają tradycyjnego kształtu kwadratów, mają kształt głowy i charakterystycznych uszu Myszki Miki. Także uchwyty w pociągach mają kształt głowy Myszki Miki.

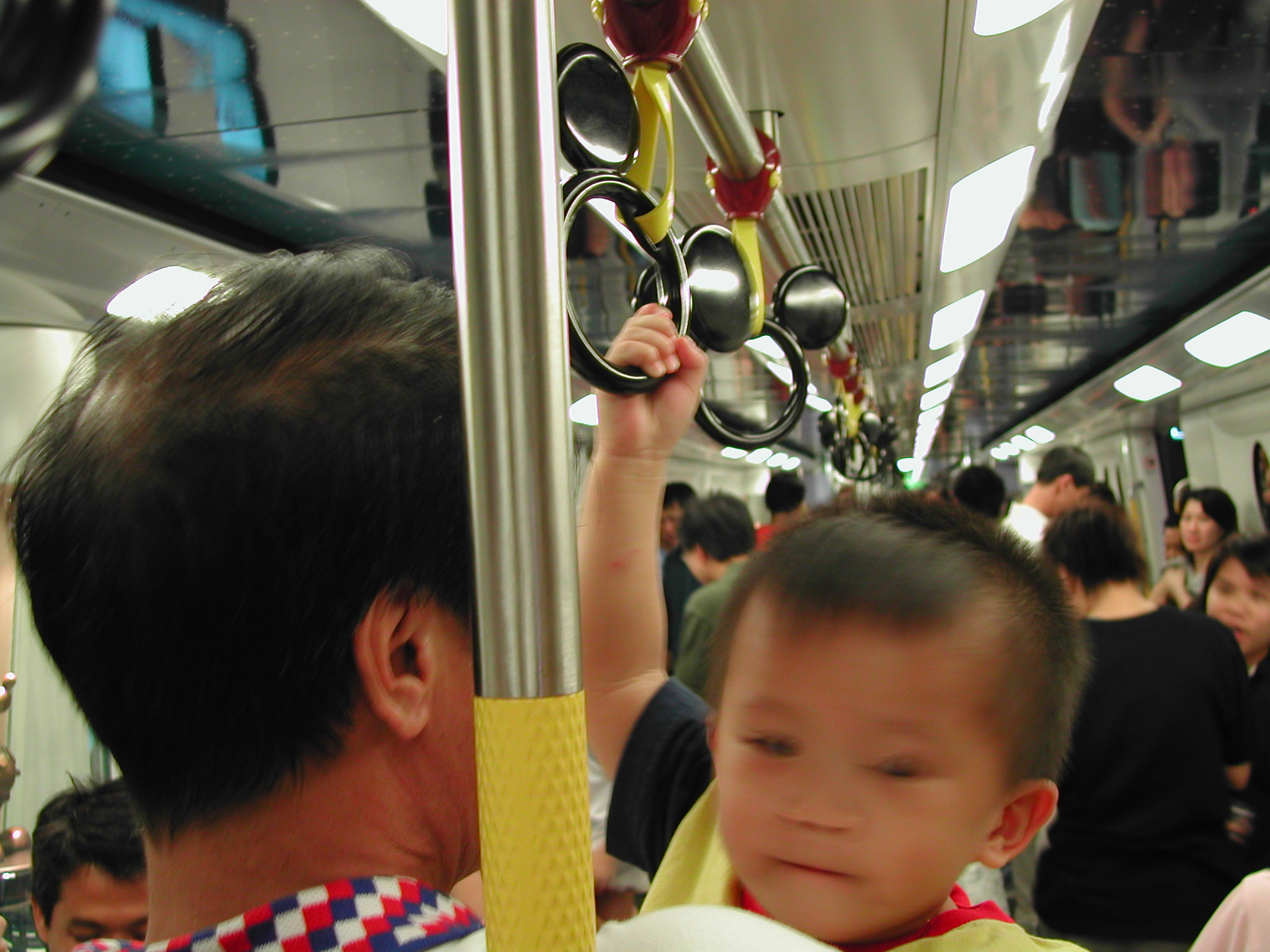
Uchwyty w kształcie głowy Myszki Miki
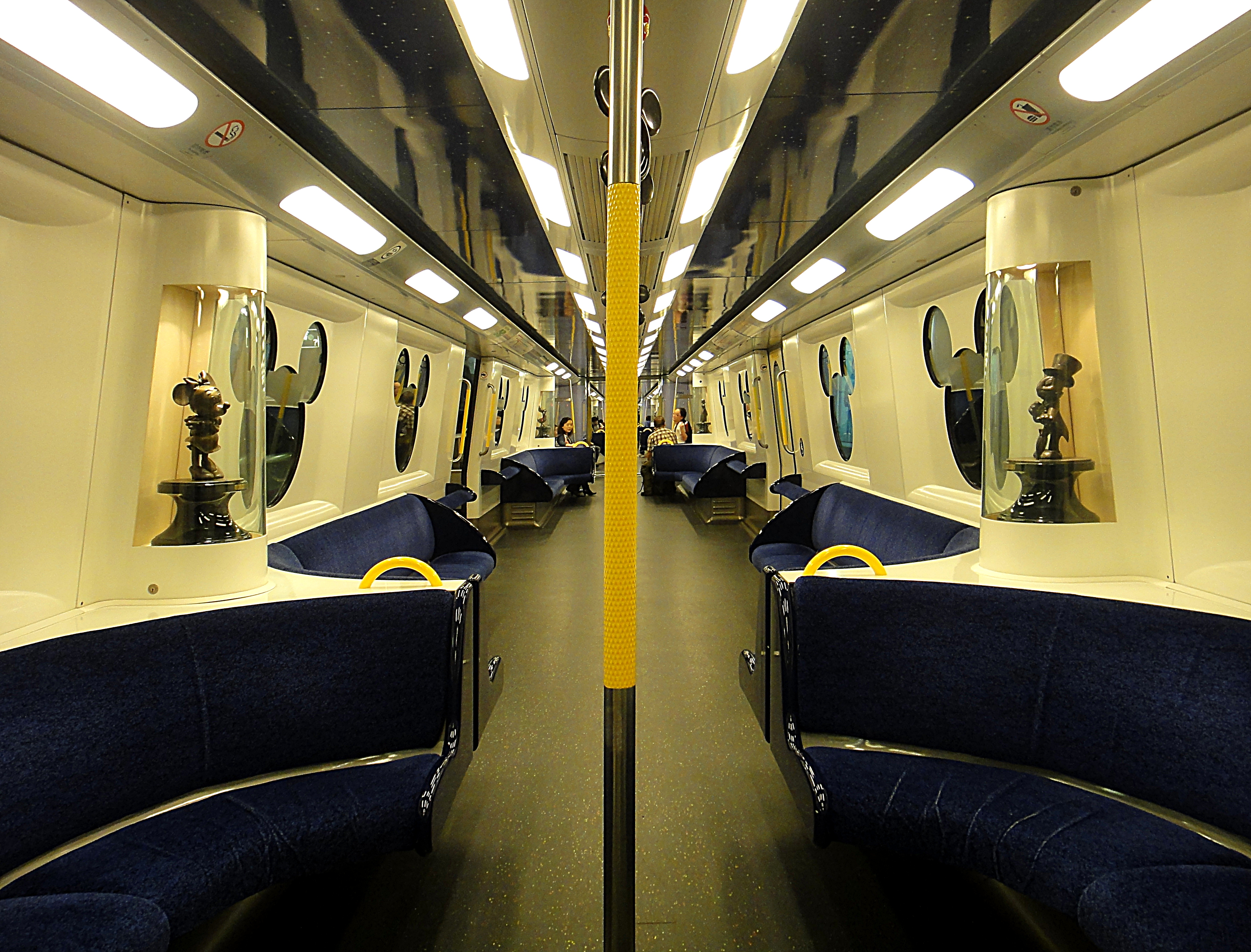
Wnętrze pociągu na linii Disneyland Resort Line